# 18 км (Хабаровский край)
18 км (18 киломе́тр) — посёлок в Хабаровском районе Хабаровского края. Входит в Корфовское городское поселение.

## География
Посёлок 18 километр расположен на автотрассе «Уссури».
Расстояние до административного центра городского поселения пос. Корфовский около 14 км (на юг по трассе «Уссури»).
Расстояние до Хабаровска (у поста ГИБДД «14-й километр») около 4 км (на север по трассе «Уссури», через Сосновку).
На восток от пос. 18 километр идёт дорога к остановочному пункту «Садовая» Дальневосточной железной дороги.

## Население
| 2002 | 2010 | 2011 | 2012 | 2021 |
| ---- | ---- | ---- | ---- | ---- |
| 18   | ↘13  | →13  | ↘7   | ↗33  |

## Инфраструктура
- Жители занимаются сельским хозяйством.
- В окрестностях пос. 18 километр на склонах хребта Хехцир расположена лесопарковая зона, которую посещают туристы, грибники, скалолазы, проводятся соревнования по спортивному ориентированию на местности[6].
- В окрестностях пос. 18 километр находятся садоводческие общества хабаровчан.